# Gastronomía de Seychelles
La gastronomía seychelense es criolla y se basa en el pescado y el arroz. También se utilizan mariscos (crustáceos, mariscos, moluscos, entre otros), así como frutas, verduras y tubérculos exóticos. Los platos que elaboran se aderezan con hierbas aromáticas y especias. Tan diversa como su población, la cocina seychelense también ha experimentado diversas influencias, lo que le permite combinar influencias francesas, chinas, indias y africanas.
Todos los platos se condimentan con especias (canela, nuez moscada, jengibre, cardamomo) y se acompañan de frutas, verduras y boniatos. Por último, el arroz es el acompañamiento típico de la cocina seychelense.

## Productos básicos
En todos los mercados se venden pescados, mariscos y crustáceos frescos en puestos callejeros. Tras su cocción, suelen ir acompañados de arroz El tradicional pastel de verduras siempre se sirve con salsa picante. El popular dhal es un puré de lentejas amarillas. La salsa de curry de coco está hecha de crema de coco y una fina crema de curry, sazonada con canela, pimentón y pimienta. 

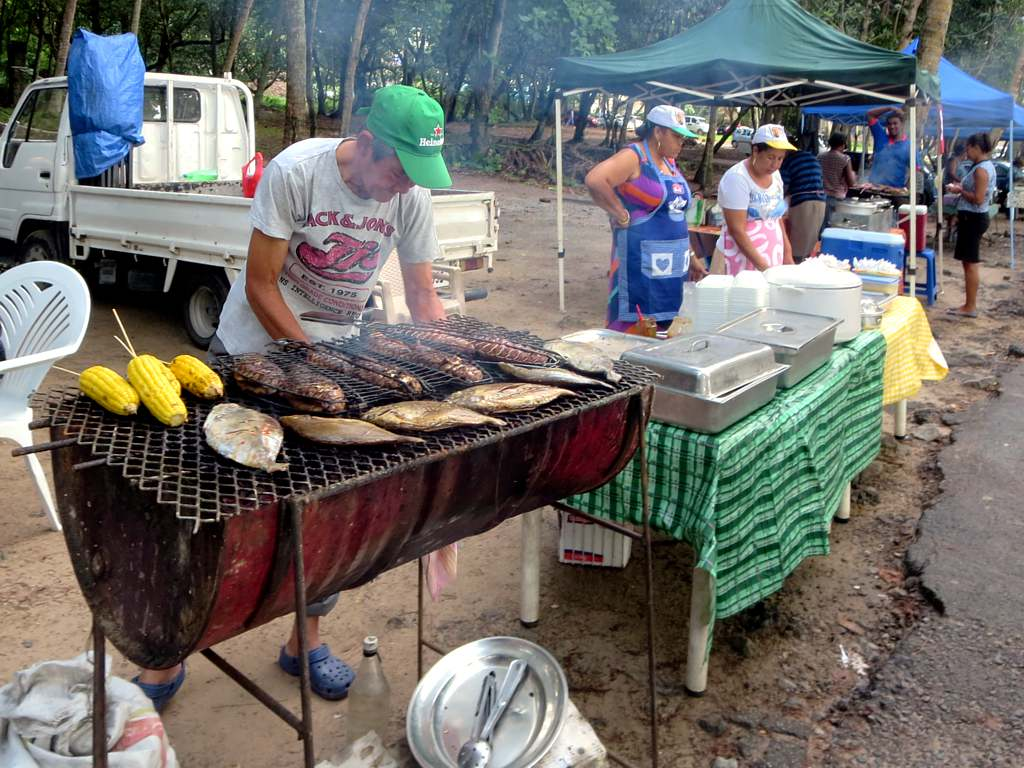
Pescado a la parrilla en el Bazar Labrin
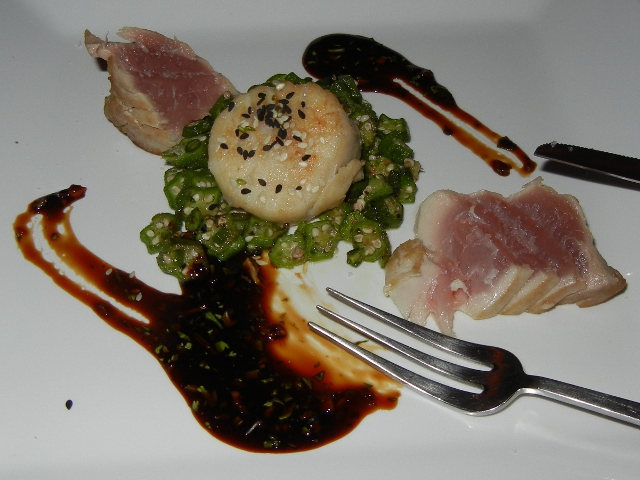
Carpaccio de atún
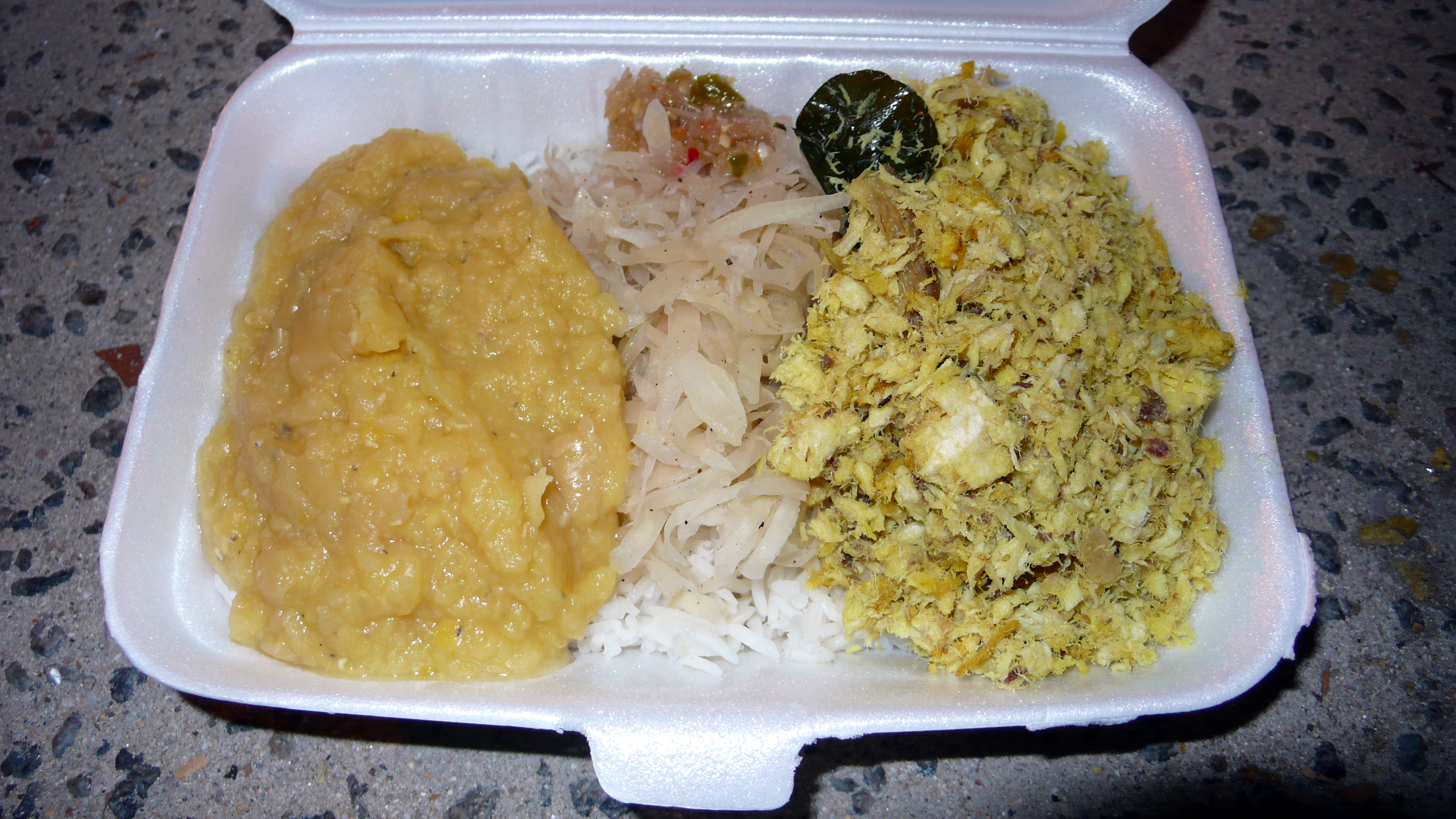
Chutney de tiburón, lentejas y papaya verde rallada sobre arroz.
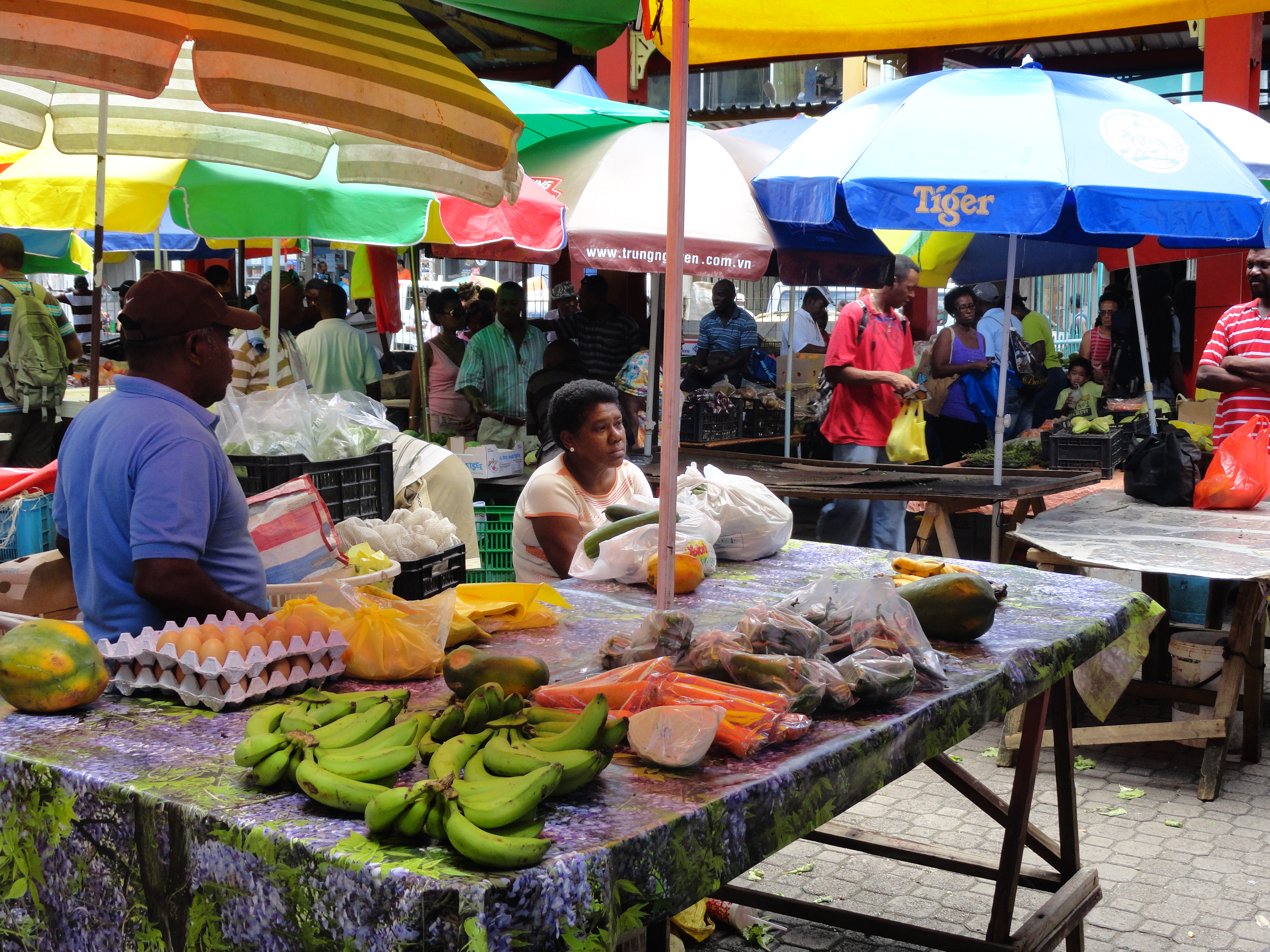
Mercado de frutas y verduras en Victoria

## Selección de platos
Los platos de curry se encuentran entre los más tradicionales de la gastronomía del país. Un curry consiste en cocer a fuego lento el alimento principal (carne o pescado) en una salsa aderezada con ajo, cebolla, tomate y curry en polvo. Todo se condimenta al estilo criollo y, a veces, se humedece con leche de coco. Este es el caso, entre otros, del curry de pollo con leche de coco. Los curris de pescado, marisco, pollo o ternera se suelen servir con arroz con azafrán.
Probar la carne de murciélago no es común, pero se considera un manjar en Seychelles. La proporciona un zorro volador frugívoro y su sabor es similar al de la carne de res. Se come con un mazavarou de chile rojo o en un guiso (bat cari o curry de murciélago frugívoro) similar a un guiso de conejo tropical.
Los caracoles marinos se preparan con ajo o con yaca, una fruta muy fragante parecida al durian. Estrechamente vinculados al entorno marítimo, los huevos de aves, en particular los de charranes o golondrinas marinas, se consiguen según la temporada.

El curry de pulpo recuerda a una bullabesa especiada. Este plato, elaborado con pulpo en dados pequeños, se cocina con coco rallado, cebolla, dientes de ajo, pasta de tomate, especias (curry, jengibre, pimienta) y hierbas (tomillo, perejil), y se condimenta con cantidades iguales de sal y azúcar.

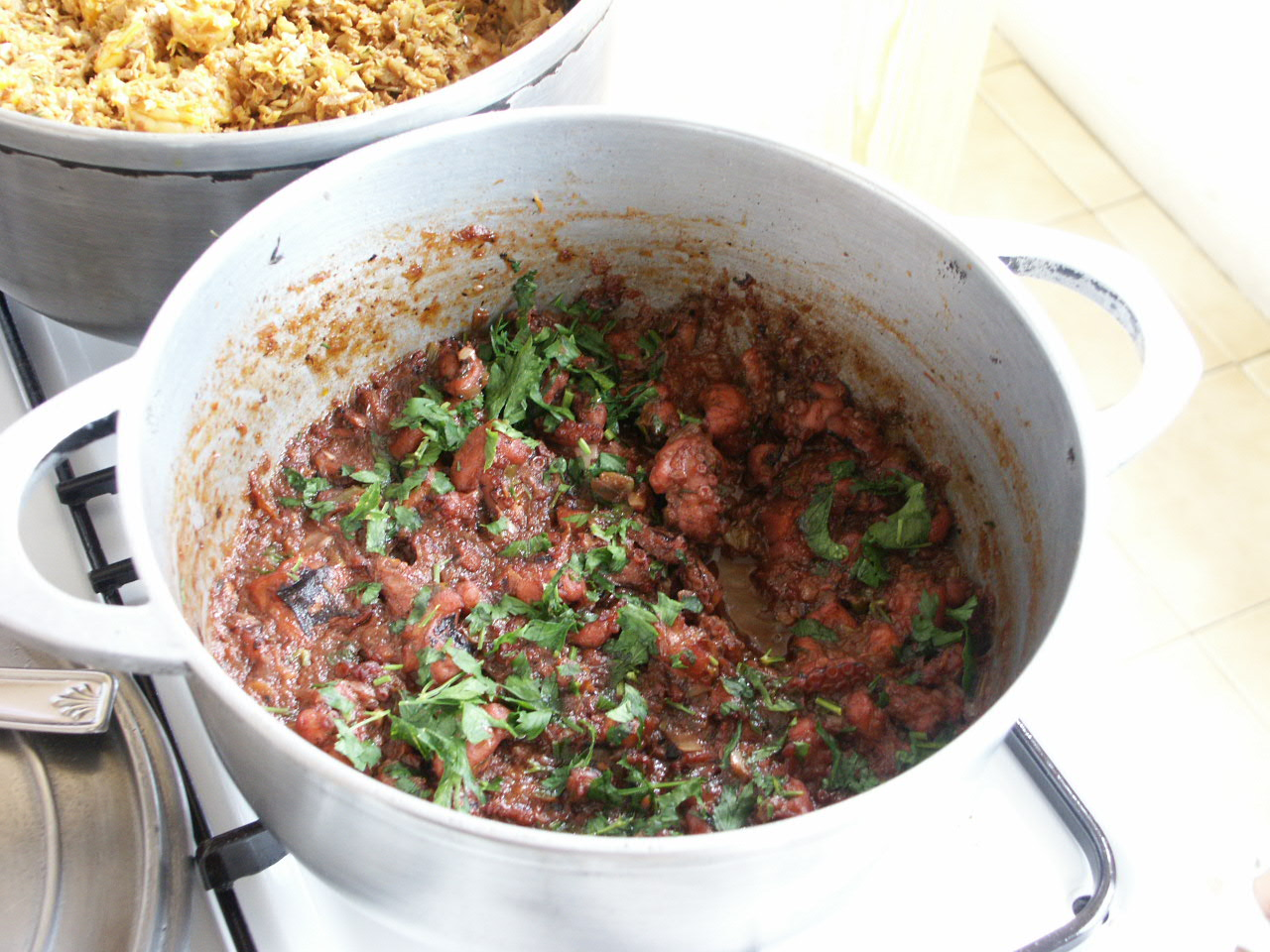
Curry de pulpo
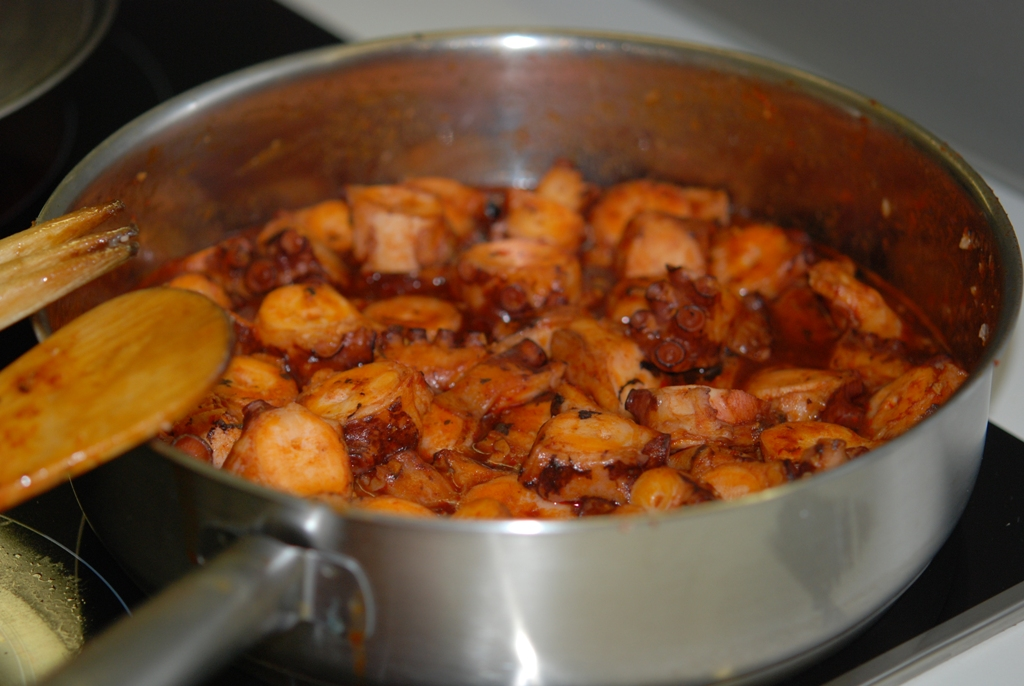
Cocido de curry
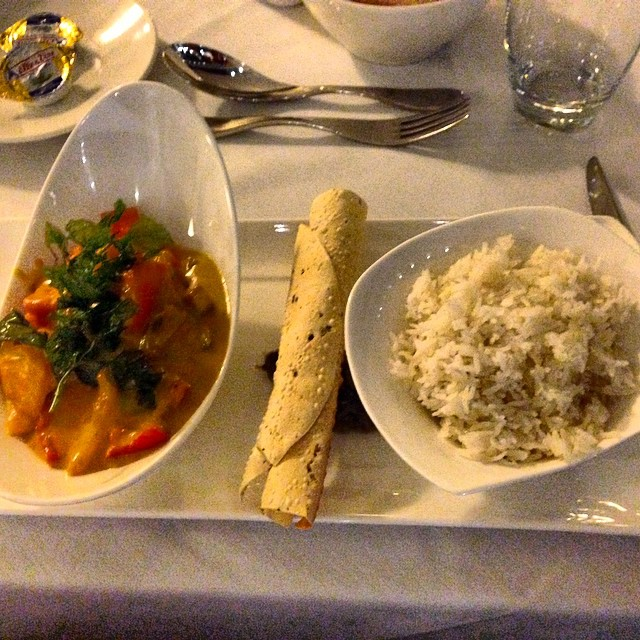
Curry de verduras con Saboya
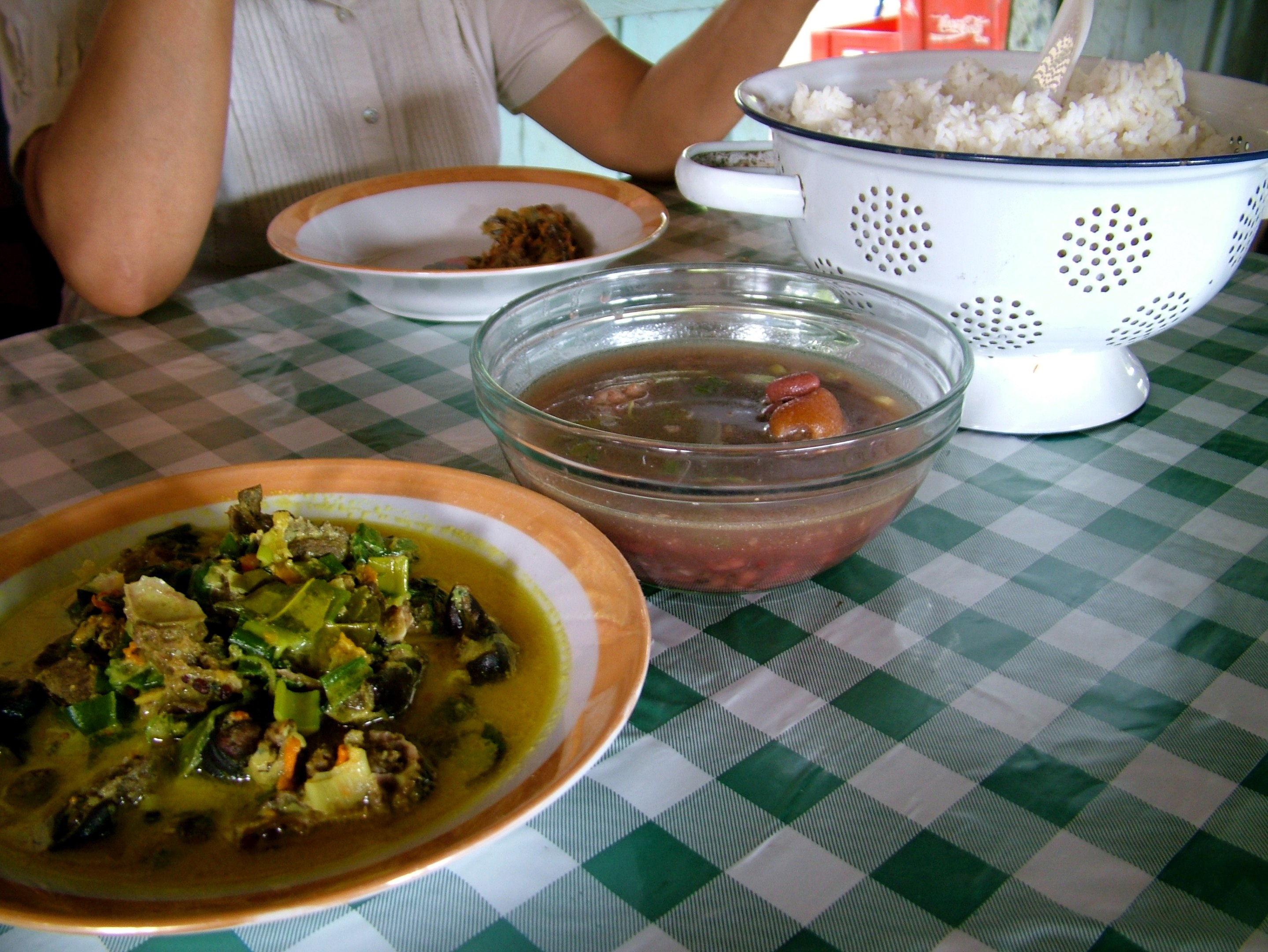
Guiso de murciélago (izquierda), sopa y arroz

## Bebidas
No hay viñedos en el archipiélago, lo que no impide la disponibilidad de vino importado. Generalmente proviene de Sudáfrica, el país productor más cercano al archipiélago de las Seychelles.
La cerveza es la auténtica bebida de Seychelles. Se elabora en Victoria (Seybrew, Eku y Guinness) y se comercializan 7 millones de litros al año. Son de buena calidad, pero solo se venden en botellas pequeñas. Estas cervezas son ampliamente consumidas por la población.
Otra bebida popular es el té cultivado en Mahé. Entre las variedades disponibles, destaca el té de limoncillo, también conocido como té de hierba limón, una bebida especialmente refrescante a altas temperaturas.

Existe una amplia gama de bebidas alcohólicas. Entre ellas se encuentran el vino de palma Calou (o kalou), el ron Bakka o el Coco d'Amour, un licor típico de Seychelles. El alcohol y otras bebidas importadas son muy caras.

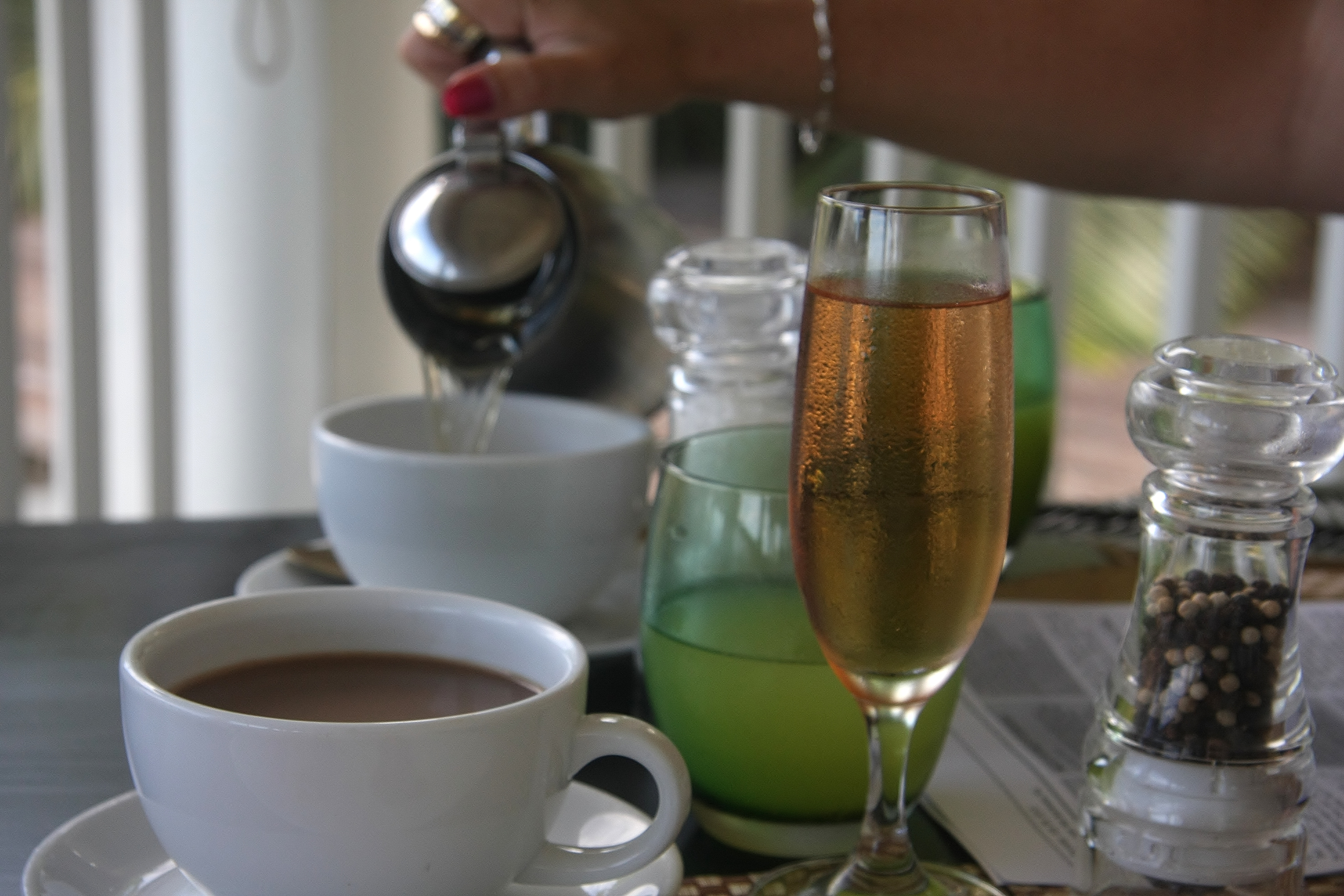
Desayuno en Seychelles: vino espumoso, zumo de frutas, té y café.
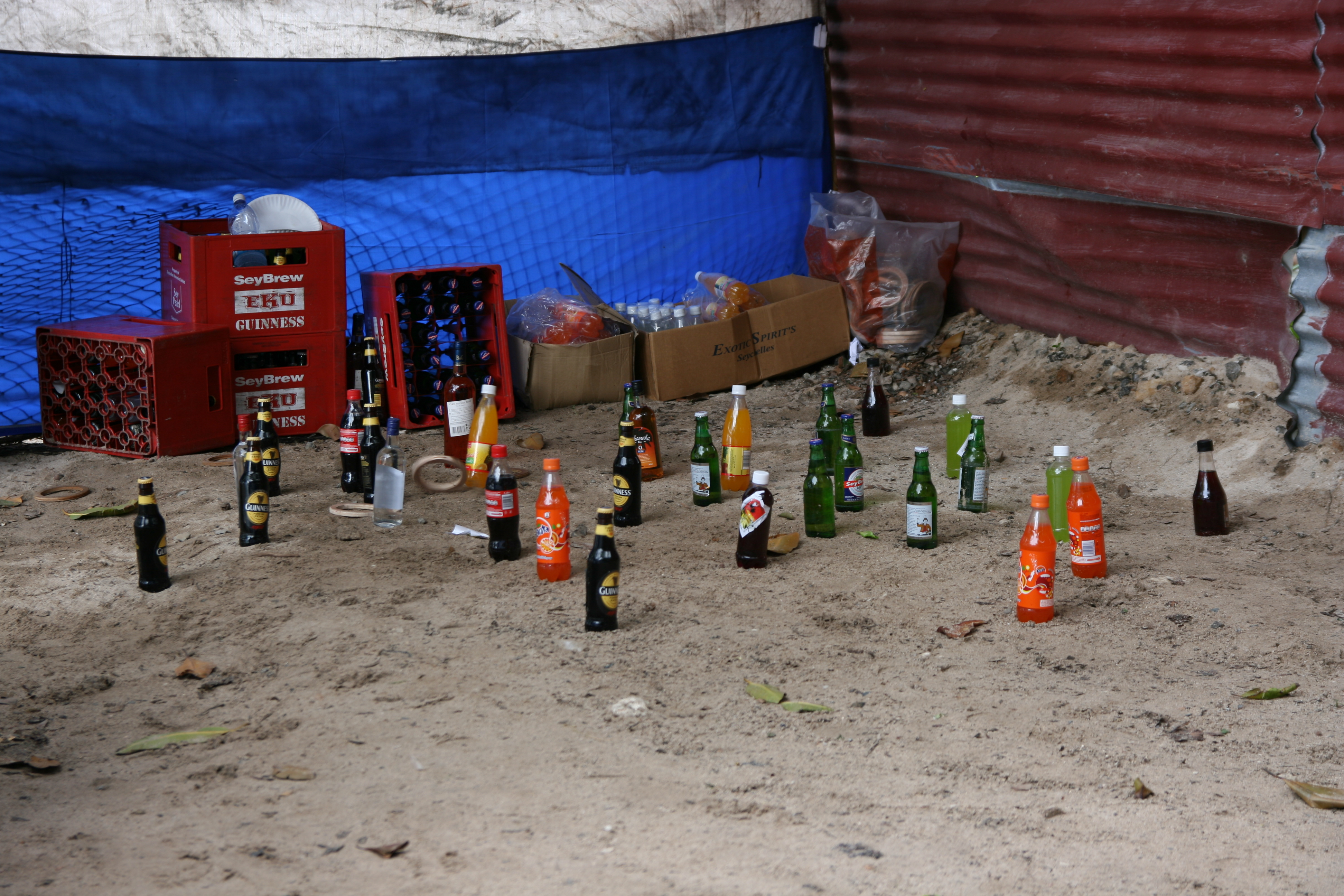
Jugos de frutas, refrescos y cervezas de Seychelles
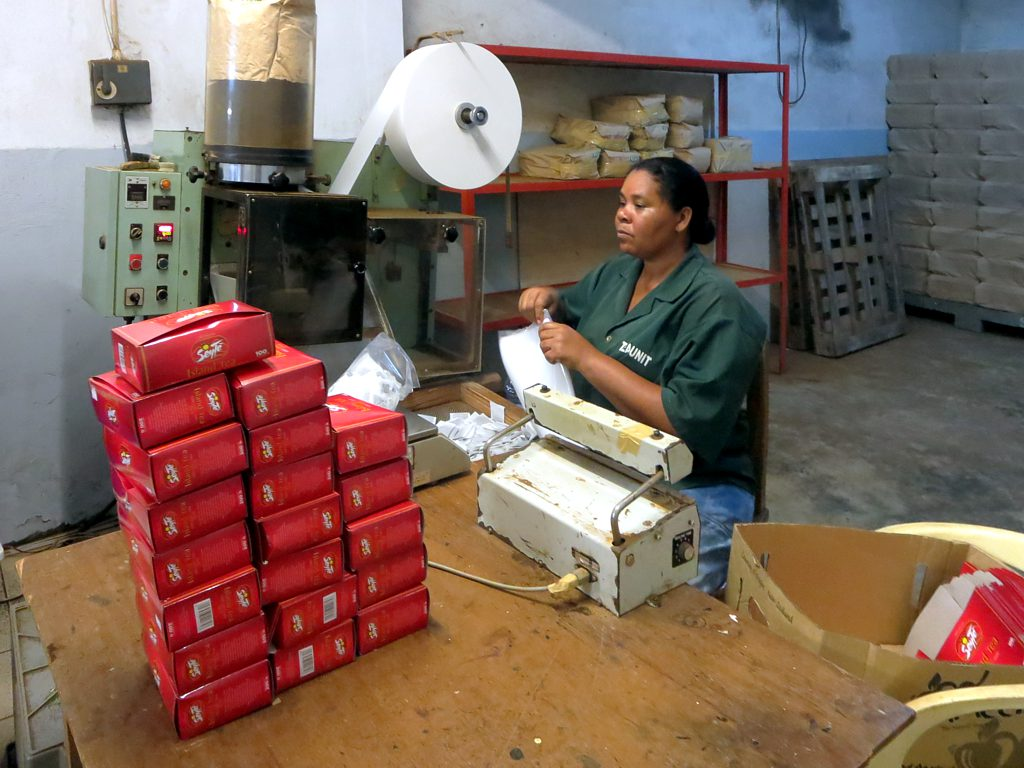
Fábrica de té en Morne Blanc, en la isla de Mahé
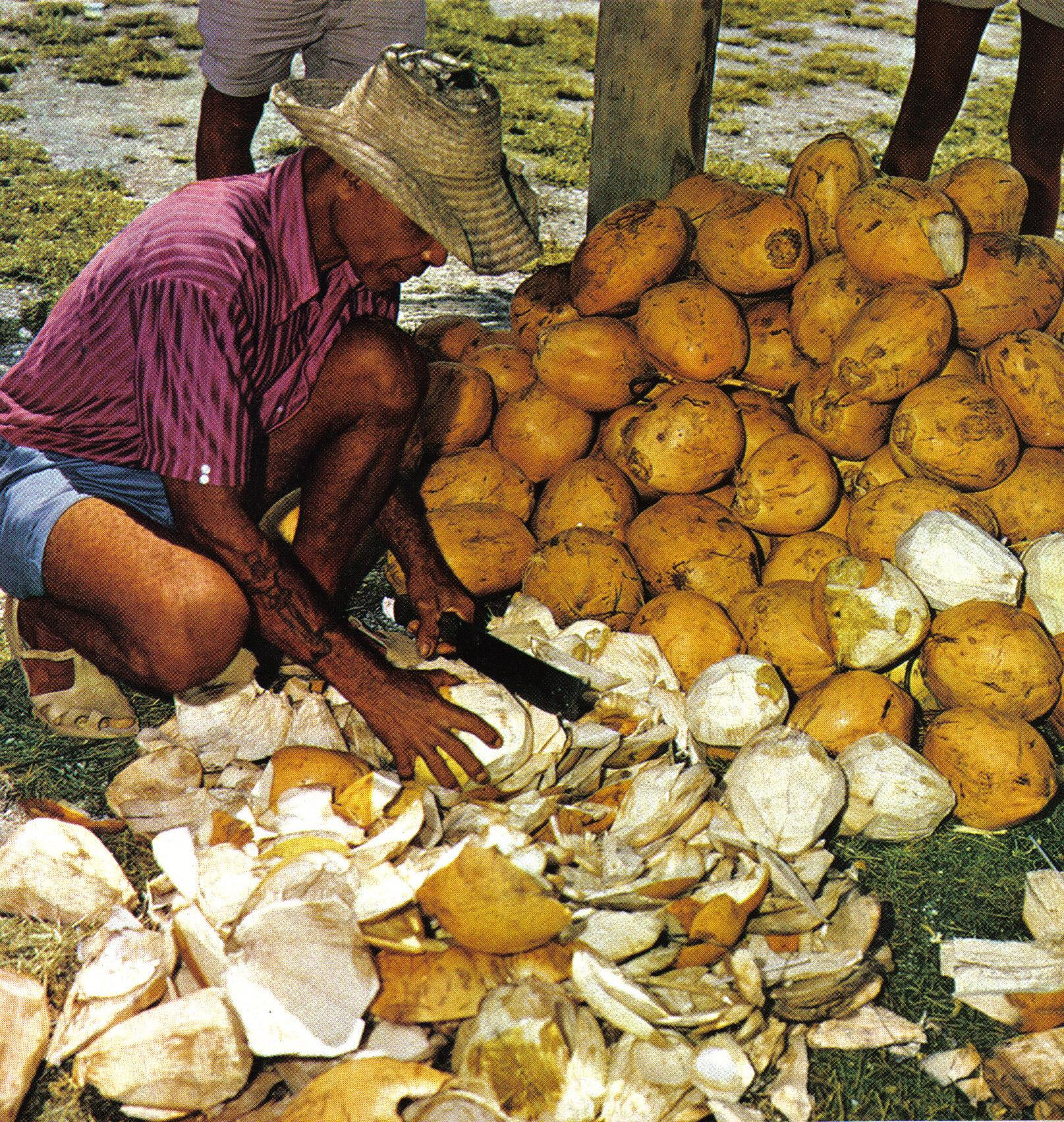
Preparación de agua de coco